# カントリー・ガール 北海道牧場物語
『カントリー・ガール 北海道牧場物語』（カントリーガール ほっかいどうぼくじょうものがたり）は、2000年7月31日に公開された日本の映画作品。カントリー娘。の映画初主演作であり、インディーズ時代のカントリー娘。の「半農半芸」活動の出発点である北海道の花畑牧場を舞台とした青春映画である。

## ストーリー
主人公・風見春香は大学受験に失敗した上、それまで住んでいた札幌の家も失ったため、親戚の経営する花畑牧場で働きながら予備校に通うことになる。都会暮しの身には慣れない牧場生活に苦戦しつつも、牧場の人々や動物たちとの触れ合いを重ねてゆく。札幌に残した恋人との別れ、一生懸命に世話をしていた動物の処分。様々な試練を経たある日、春香のもとに東京暮しのチャンスが訪れる。憧れていたはずの都会への切符を前に、春香の心は揺れ動く。

## 登場人物
- 風見春香：りんね（カントリー娘。）
- 結城美咲： あさみ（カントリー娘。）
- 三輪多恵子：相田翔子
- 島本順平：青木堅治
- 水島奈穂子：田中千絵
- 結城和也：山下真広
- 花畑牧場長：田中義剛
- 牧場の客：T&Cボンバー（友情出演）

## 製作・エピソード
カントリー娘。の結成時のメンバー3人中の2人が死去・脱退後、メンバー増員の時期に合わせて制作された。映画公開の2か月前にカントリー娘。に加入したばかりのあさみにとっては、これが芸能界の初仕事であった。ロケーションはカントリー娘。の活動拠点である花畑牧場、及び花畑牧場のある北海道河西郡中札内村で行われた。
作中では、登場人物が慣れない牧場の動物との触れ合いに抵抗を感じる場面があるが、初期メンバーで故人である柳原尋美も千葉出身で、動物の扱いが困難であったことから、プロデューサーである田中義剛は。「台本を読んだ時『これは尋美のことだ』と思った」「映画も尋美さんのような女の子が主人公で、彼女にささげる映画でもあります」と語った。柳原尋美の一回忌にあたる2000年7月に完成した。

### スタッフ
- 企画：山﨑直樹、中山和記
- 脚本：稲葉一広
- 監督：福本義人
- プロデューサー：海野清和、井口喜一、守屋圭一
- 制作：アップフロントエージェンシー（現：アップフロントプロモーション）、zetima（現：アップフロントワークス）

### 音楽
- 主題歌：『恋がステキな季節』（歌：カントリー娘。、作詞・作曲：つんく、編曲：高橋諭一）
- 挿入歌：『あぁ 恋しくて』（歌：カントリー娘。、作詞・作曲：つんく、編曲：高橋諭一）
- 劇中歌：『HEY! 真昼の蜃気楼』（歌：T&Cボンバー、作詞・作曲：つんく、編曲：松原憲）

## 封切り
劇場公開ではなく、札幌、東京、大阪、名古屋の4大都市での上映ライブツアーという形で行われた。2000年7月30日に札幌の共済ホールで、上映ライブツアーがスタートした。同日は4作目のシングルで本映画の主題歌「恋がステキな季節」の発売日でもあった。後にファンクラブ限定でビデオ販売された。